# Abdullah (sułtan Pahangu)
Abdullah Ri’ayatuddin Al-Mustafa Billah Shah ibni Almarhum Sultan Haji Ahmad Shah Al-Musta’in Billah (ur. 30 lipca 1959 w Pekan) – sułtan malezyjskiego stanu Pahang. Na tron wstąpił po abdykacji swojego ojca Ahmada Szacha 15 stycznia 2019.
Był szesnastym władcą (Yang di-Pertuan Agong) Malezji od 31 stycznia 2019 do 30 stycznia 2024.

## Funkcje w organizacjach sportowych
Jest prezydentem Malezyjskiego Związku Piłki Nożnej, wiceprezydentem komitetu wykonawczego Asian Football Confederation i prezydentem Azjatyckiej Federacji Hokeja.

## Życie prywatne
Pierwsze małżeństwo zawarł z Azizah (ur. 5 sierpnia 1960), siostrą obecnego sułtana Johoru Ibrahima Ismaila. Mają pięciu synów i dwie córki. W 1991 zawarł kolejne małżeństwo z Cik Puan Julią Rais (ur. 19 lutego 1971). Mają razem trzy córki.

## Król Malezji
31 stycznia 2019 został szesnastym władcą (Yang di-Pertuan Agong) Malezji. Pełnił tę funkcję do 30 stycznia 2024.